# 品質機能展開
品質機能展開（Quality function Deployment，QFD）是將顧客聲音轉換成產品設計規格的方法。其設計者赤尾洋二認為品質機能展開是「將非量化的顧客需求轉換為量化參數的方法、並且展開那些組成品質的機能、將組成品質的機能展開成子系統及零件、最終展開到製造程序中的參數。」赤尾洋二將其在品質保證及品質管制中的成果和价值工程中的機能展開相結合。
此方法的實施有賴行銷、設計工程、製造等功能部門組成跨部門小組。品質機能展開是由傾聽與研究顧客開始，以決定高品質產品應具備的特性，透過市場的研究，定義出顧客對產品的需求與偏好，並進一步歸類出各項的顧客需求。再依據需求對顧客的相對重要性給予權重；其後要求顧客比較公司與競爭者的產品，透過這個流程可以讓公司找出，顧客最重視的產品功能，並了解競爭對手產品的特性，使公司可以集中力量在需要改善的產品功能上。

## 作用
- 品質展開：將顧客的要求轉化為產品設計要求
- 功能展開：將設計要求轉化為合適的零件、過程和生產要求

## 益處
- 增加滿足顧客聲音的保證
- 減少由於工程知識所引起的設計變更
- 識別相衝突的設計要求
- 縮短產品開發周期
- 減少工程、製程和服務的成本
- 改善產品和服務的品質（QS9000-APQP）

## 品質屋

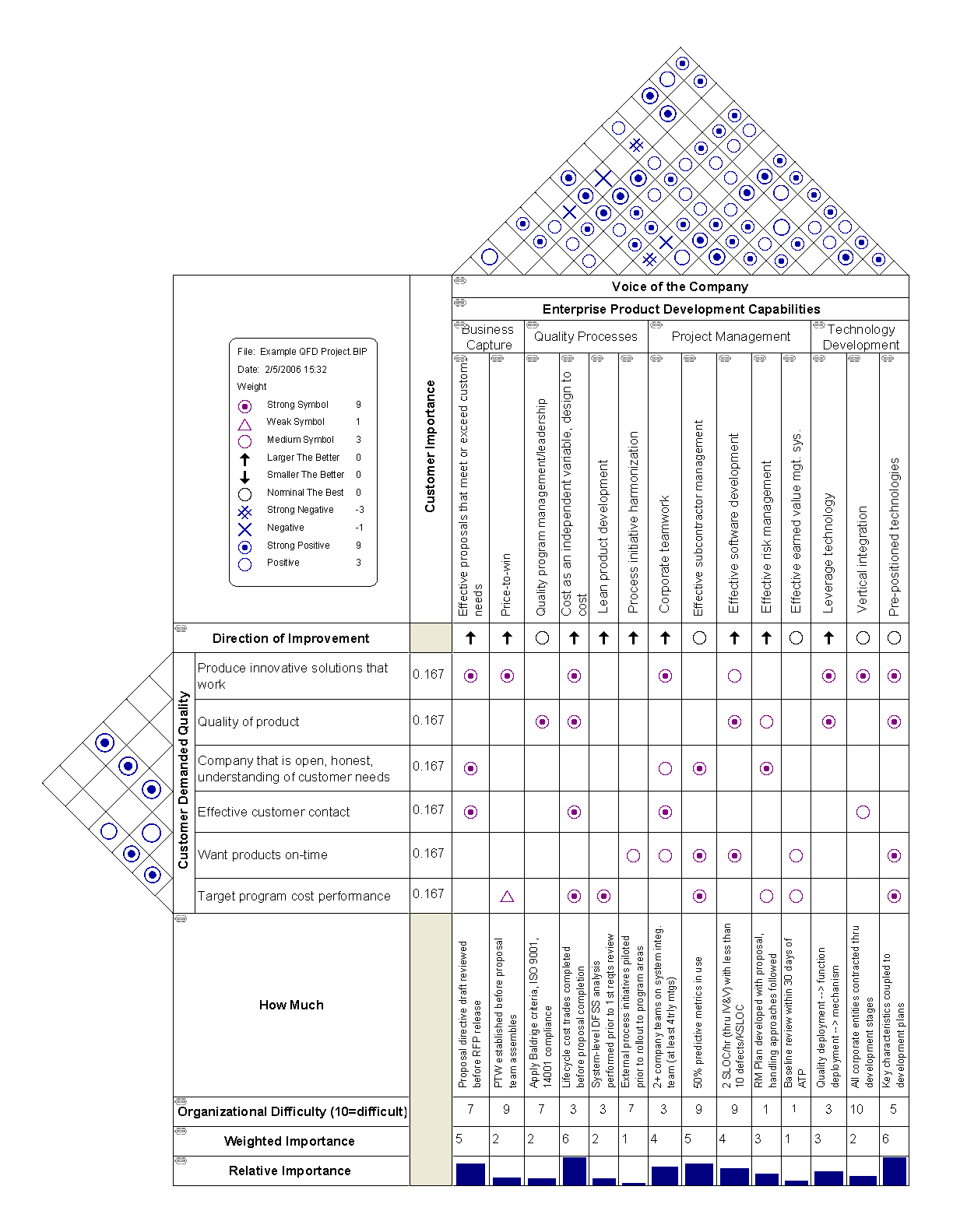
企業產品機能展開的品質屋

品質屋（The house of quality）是品質機能展開的一部份，先找出顧客的期望並且分類、找出各個期望的重要性、找出和這些期望有關的工程特性、找出工程特性和期望之間的相依性、設法驗證其相依性是正確的、最後針對系統需求設定目標及優先順序。在產品設計時，這個程序可以用在所有的系統階層（系統、子系統、零件），也可以針對系統的不同抽象描述來評估。品質屋最早是由三菱重工在1972年設計油槽時首次使用。
品質屋的輸出會是個矩陣，其中一軸是顧客的期待，另一軸是工程特性（系統參數），中間是兩者之間的相依程度。而不同的期待也會有對應的加權系數，在矩陣下方會針對某一工程特性和顧客期待的相依程度配合加權系數加總。若系統參數沒有和任何一個顧客期待有關，此直行對應的相依程度都會空白，有可能不需要加入系統設計中。相反的，若顧客期待沒有和任何一個系統參數有關，此橫列對應的相依程度都會空白，是「系統設計沒有考慮到的期待」。。若系統參數和顧客期待的相依程度不高，可能表示其中有些漏掉的資料，若系統參數和顧客期待「有太多的相依」，顧客期待有可能要再做精簡。

## 應用領域
品質機能展開可以用在許多服務、消費性產品，甚至是軍用品。

## 模糊化
模糊逻辑的概念已用在品質機能展開上（Fuzzy QFD或FQFD）。2013年Abdolshah和Moradi針對70份文獻的回顧，提到以下的結論：大部份FQFD的研究「是針對量化方法」來依顧客需求建立品質屋，而最多人應用的技術是以多準則決策分析為基礎。他們注意到有品質屋以外的因素和產品開發有關，稱為元启发式方法「一個有希望求解複雜FQFD問題的方法。」

## 衍生技術及工具
Pugh概念选择可以配合品質機能展開一起使用，在許多列表中的選擇項目中選擇有希望的產品及服務組態。
模組化機能展開利用品質機能展開來建立顧客需求以及找到重要的設計需求，但特別強調模組化的概念。品質機能展開應用在模組化機能展開時，和品質屋有三個主要的不同：幾乎沒有基準化分析（benchmarking）的資料、複選框和叉叉用圓圈代替、沒有上方三角形的「屋頂」。

## 腳註
1. 1 2  Akao, Yoji. . . Minato, Tokyo: Asian Productivity Organization. 1994. ISBN 92-833-1121-3.
2. 1 2 3 4  Larson et al. (2009). p. 117.
3. ↑  . QFDI.org. QFD Institute.   [2017年6月2日]. （原始内容存档于2013年12月13日）.
4. ↑  Hauser, John R.; Clausing, Don. . Harvard Business Review. No. May 1988.   [2017年6月2日]. （原始内容存档于2016年4月16日）.
5. 1 2 3 4 5  Larson et al. (2009). p. 119.
6. ↑   (PDF). di.ufpe.br.   [2017年6月2日]. （原始内容存档 (PDF)于2016年3月3日）.
7. 1 2 3  Abdolshah, Mohammad; Moradi, Mohsen. . Journal of Industrial Engineering. 2013. doi:10.1155/2013/682532.
8. 1 2  Börjesson, Fredrik; Jiran, Scott. .   [2017年6月13日]. （原始内容存档于2012年12月31日）.

## 延伸閱讀
- Hauser, John R. . Sloan Management Review. April 15, 1993, (Spring 1993): 61–70  [2017-06-13]. （原始内容存档于2015-09-10）.
- Tapke, Jennifer; Muller, Alyson; Johnson, Greg; Siec, Josh.  (PDF). IE 361. Iowa State University.   [2017-06-13]. （原始内容 (PDF)存档于2003-11-05）.

## 外部連結
- http://www.qfdi.org/（页面存档备份，存于）